# 宝泉山镇
宝泉山镇，是中华人民共和国吉林省白山市长白朝鲜族自治县下辖的一个乡镇级行政单位。

## 行政区划
宝泉山镇下辖以下地区：
宝泉社区、撩荒地村、栾家店村、邱家店村、上二股流村、老局所村、八盘道村、河底村、马家岗村、老宝甲村、新南岗村和大崴子村。